# John Downes
John Henry Downes (18 de octubre de 1870-1 de enero de 1943) fue un deportista británico que compitió en vela en la clase 12 Metre. Fue hermano del también regatista Arthur Downes.
Participó en los Juegos Olímpicos de Londres 1908, obteniendo una medalla de oro en la clase 12 Metre.

## Palmarés internacional
| Juegos Olímpicos | Juegos Olímpicos      | Juegos Olímpicos | Juegos Olímpicos |
| Año              | Lugar                 | Medalla          | Clase            |
| ---------------- | --------------------- | ---------------- | ---------------- |
| 1908             | Londres (Reino Unido) | Medalla de oro   | 12 Metre         |